# ملفين ديكسون
ملفين ديكسون (بالإنجليزية: Melvin Dixon)‏ (29 مايو 1950، ستامفورد في الولايات المتحدة - 26 أكتوبر 1992)؛ شاعر وروائي أمريكي.